# Aeropuerto de Sambú
El aeropuerto de Sambú (IATA: SAX, OACI: MPSB) es un aeródromo público panameño que sirve a los pueblos de Sambú y Puerto Indio en la provincia de Darién. El aeródromo está ubicado en la ribera occidental del río Sambú en una zona remota y aislada del país con conexión vial al pueblo de Garachiné.

## Información técnica
El aeropuerto tiene una pista de aterrizaje de hormigón que mide 600 metros en longitud.

## Aerolíneas y destinos
| Aerolíneas | Destinos                            |
| ---------- | ----------------------------------- |
| Air Panama | Ciudad de Panamá-Marcos A. Gelabert |